# Liste der Bodendenkmäler in Egling an der Paar
Auf dieser Seite sind die Bodendenkmäler in der oberbayerischen Gemeinde Egling an der Paar zusammengestellt. Diese Tabelle ist eine Teilliste der Liste der Bodendenkmäler in Bayern. Grundlage ist die Bayerische Denkmalliste, die auf Basis des Bayerischen Denkmalschutzgesetzes vom 1. Oktober 1973 erstmals erstellt wurde und seither durch das Bayerische Landesamt für Denkmalpflege geführt wird. Die folgenden Angaben ersetzen nicht die rechtsverbindliche Auskunft der Denkmalschutzbehörde.

## Bodendenkmäler in Egling an der Paar
| Lage                      | Objekt | Akten-Nr.     | Bild                                                                     |
| ------------------------- | --- | ------------- | ------------------------------------------------------------------------ |
| (Standort)                | Straße der römischen Kaiserzeit (Teilstück der Trasse Augsburg–Brenner).                                                                                                   | D-1-7731-0001 |                                                                          |
| (Standort)                | Siedlung der römischen Kaiserzeit. | D-1-7731-0010 |                                                                          |
| (Standort)                | Straße der römischen Kaiserzeit (Teilstück der Trasse Augsburg–Brenner).                                                                                                   | D-1-7731-0017 |                                                                          |
| (Standort)                | Siedlung vorgeschichtlicher Zeitstellung, u. a. des Jungneolithikums (Münchshöfener Kultur) und der frühen Bronzezeit.                                                     | D-1-7731-0019 |                                                                          |
| (Standort)                | Villa rustica und Körpergräber der späten römischen Kaiserzeit. | D-1-7831-0003 |                                                                          |
| (Standort)                | Körpergräber des frühen Mittelalters | D-1-7831-0006 |                                                                          |
| (Standort)                | Körpergräber des frühen Mittelalters | D-1-7831-0008 |                                                                          |
| (Standort)                | Körpergräber vor- und frühgeschichtlicher Zeitstellung. | D-1-7831-0009 |                                                                          |
| (Standort)                | Körpergräber des frühen Mittelalters. | D-1-7831-0010 |                                                                          |
| (Standort)                | Grabhügel vorgeschichtlicher Zeitstellung. | D-1-7831-0011 |                                                                          |
| (Standort)                | Straße der römischen Kaiserzeit (Teilstück der Trasse Augsburg–Brenner).                                                                                                   | D-1-7831-0012 |                                                                          |
| (Standort)                | Station des Mesolithikums. | D-1-7831-0087 |                                                                          |
| (Standort)                | Siedlung der römischen Kaiserzeit. | D-1-7831-0092 |                                                                          |
| Kirchweg 3 (Standort)     | Untertägige mittelalterliche und frühneuzeitliche Befunde im Bereich der katholischen Pfarrkirche St. Vitus in Egling an der Paar und ihrer Vorgängerbauten.               | D-1-7831-0128 | weitere Bilder                                                           |
| Hauptstraße 28 (Standort) | Untertägige mittelalterliche und frühneuzeitliche Befunde im Bereich der katholischen Kapelle St. Blasius in Egling an der Paar.                                           | D-1-7831-0129 | Untertägige mittelalterliche und frühneuzeitliche Befunde                |
| Hauptstraße 34 (Standort) | Untertägige mittelalterliche und frühneuzeitliche Befunde im Bereich der katholischen Kapelle St. Ulrich in Egling an der Paar.                                            | D-1-7831-0130 | Untertägige mittelalterliche und frühneuzeitliche Befunde                |
| Kirchstraße 1 (Standort)  | Untertägige spätmittelalterliche und frühneuzeitliche Befunde im Bereich der katholischen Filialkirche St. Andreas in Heinrichshofen und ihres Vorgängerbaus.              | D-1-7831-0132 | Untertägige spätmittelalterliche und frühneuzeitliche Befunde im Bereich |
| (Standort)                | Straße der römischen Kaiserzeit (Teilstück der Trasse Augsburg–Brenner).                                                                                                   | D-1-7831-0133 |                                                                          |
| (Standort)                | Siedlung der Latènezeit. | D-1-7831-0137 |                                                                          |
| (Standort)                | Untertägige mittelalterliche und frühneuzeitliche Befunde im Bereich der katholischen Kapelle St. Magnus in Hattenhofen und ihres Vorgängerbaus mit aufgelassenem Friedhof | D-1-7831-0139 |                                                                          |
| (Standort)                | Grabhügel vorgeschichtlicher Zeitstellung. | D-1-7831-0152 |                                                                          |
| (Standort)                | Siedlung vorgeschichtlicher Zeitstellung. | D-1-7831-0161 |                                                                          |
| (Standort)                | Grabhügel mit Bestattungen der Hallstattzeit. | D-1-7832-0081 |                                                                          |
| (Standort)                | Straße der römischen Kaiserzeit (Teilstück der Trasse Augsburg–Salzburg).                                                                                                  | D-1-7832-0200 |                                                                          |
| (Standort)                | Siedlung oder Ziegelei der römischen Kaiserzeit. | D-1-7832-0221 |                                                                          |
| (Standort)                | Straße der römischen Kaiserzeit (Teilstück der Trasse Augsburg–Salzburg).                                                                                                  | D-1-7832-0233 |                                                                          |
| (Standort)                | Grabhügel vorgeschichtlicher Zeitstellung. | D-1-7832-0308 |                                                                          |